# Ancient Rites

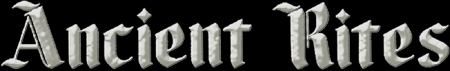
Logo

Ancient Rites is een Vlaamse post-blackmetalband die ontstaan is in 1989. De groep kende heel wat bezettingswijzigingen, waarbij zanger Günther Theys uit Diest zowat de enige constante was. Ook op vlak van muziek, teksten en imago maakte de band een evolutie door. De corpse-paint werd achterwege gelaten en de satanische teksten werden verruild voor historische, mythologische en heidense onderwerpen. Hoewel Ancient Rites nog steeds zeer hard en snel speelt, is er door de inbreng van een toetsenist en een derde gitarist meer plaats gekomen voor melodieuzere en symfonische passages in de songs. Door line-up perikelen stond de band in de periode 2009-2011 op non-actief. De groep begon in 2012 weer op te treden.

## Artiesten
- Günther Theys - vocalist (vroeger ook bassist)
- Erik Sprooten - gitarist
- Jory Hogeveen - gitarist
- John Berry - drums
- Patrick Mallo - bass

## Vroegere leden
- Philip - gitarist (1988 - 1990, omgekomen bij een auto-ongeluk)
- Wattie - bassist (1988 - 1989)
- Johan - gitarist (1989 - 1990)
- Stefan - drummer (1989 - 1990, pleegde zelfmoord)
- Walter - drummer
- Pascal - gitarist (1990 - 1990)
- Henk Smitsen - toetsenist
- Davy Wouters - toetsenist (2001-2009)
- Jan "Örkki" Yrlund - gitarist (1997 - 2003)
- Raf Jansen - gitarist (1996-1997, 2005- 2006)
- Franky Swinnen - gitarist
- Bart Vandereycken - gitarist (1991-1996, 2003-2007)
- Domingo Smets - toetsenist (1999-2001, bassist (2005-2007), gitarist (2007-2015)
- Walter van Cortenberg - drummer (RIP 2021)

## Discografie
- 1992 - Evil Prevails (Fallen Angel)
- 1994 - The Diabolic Serenades (After Dark)
- 1996 - Blasfemia Eternal (Mascot)
- 1998 - Fatherland (Mascot)
- 1999 - The First Decade 89-99 (Mascot)
- 2001 - Dim Carcosa (Hammerheart)
- 2003 - And the hordes stood as one live cd
- 2006 - Rvbicon (Seasons Of Mist)
- 2015 - Laguz (Massacre Records)